# بلدة كالامازو (ميشيغان)
كالامازو (بالإنجليزية: Kalamazoo Township, Michigan)‏ هي بلدة تقع بولاية ميشيغان في الولايات المتحدة. تبلغ مساحتها 30.6 (كم²)، وترتفع عن سطح البحر 235 م، بلغ عدد سكانها 21918 نسمة في عام تعداد الولايات المتحدة 2010 حسب إحصاء مكتب تعداد الولايات المتحدة وتصل الكثافة السكانية فيها 716.8 نسمة/كم2.

## وصلات خارجية
- - The US50 - Cities and Towns in Michigan State
- Michigan Cities and Towns, Facts, Map, Flag, Colleges, Government, and More